# 南莫镇
南莫镇，是中华人民共和国江苏省南通市海安市下辖的一个乡镇级行政单位。

## 行政区划
南莫镇下辖以下地区：
沙岗社区、邓庄社区、兴南社区、砖桥村、姜刘村、校林村、柴垛村、朱楼村、林庙村、于桥村、严马村、南莫村、青墩村、唐庄村、高杨村和黄陈村。